# Maol Domhnaich, comte de Lennox
Pour les articles homonymes, voir comte de Lennox.
Maol Domhnaich, comte de Lennox (parfois anglicisé sous le nom de Maldoven), mort en 1250, est un Mormaer du XIIIe siècle.
Fils du Mormaer Ailín II, Earl of Lennox (en), il règne sur le Lennox de 1217 à 1250.

## Biographie
Comme son prédécesseur Ailín II, il ne montre absolument aucun intérêt à tendre la main aux colons français ou anglais. Il acquiert, en outre, une réputation parmi les érudits modernes comme étant l'un des dirigeants gaéliques les plus conservateurs de l'Écosse du XIIIe siècle.
Malgré cela, il semble être resté fidèle à son suzerain royal. Il n'y a aucune preuve qu'il ait participé à l'une des rébellions orientées vers l'ouest qui étaient si fréquentes à l'époque. Il envoie même son fils Maol Choluim I, Earl of Lennox (en) avec l'expédition du roi à Moray en 1232. Il est également témoin du traité entre le roi Alexandre II d'Écosse et son beau-frère Henri III d'Angleterre à Newcastle en 1237, concernant les comtés contestés du nord de l'Angleterre.
Néanmoins, en 1238, Alexandre se méfie suffisamment de lui pour retirer le château de Dumbarton de son contrôle, donnant au roi écossais un pied important dans le Mormaerdom. Dans le cadre du même acte, Alexandre II réattribue le Mormaerdom à Maol Domhnaich en tant que fief militaire, indiquant peut-être que le statut antérieur du Mormaerdom est ambigu.
Maol Domhnaich épouse Beatrix, la fille de Walter, Grand steward d'Écosse dont il a deux fils connus (Maol Choluim et Donnchadh) et une fille.
Le règne de Maol Domhnaich prend fin avec sa mort en 1250.